# 1924년 하계 올림픽 라칸
올림픽 라칸은 올림픽에서 라칸으로 경기를 겨루는 올림픽 경기 종목이다. 1924년 하계 올림픽에 시범 종목으로 채택되었다.